# Towong Shire
Koordinaten: 36° 13′ S, 147° 10′ O

Towong Shire ist ein lokales Verwaltungsgebiet (LGA) im australischen Bundesstaat Victoria. Das Gebiet ist 6674,9 km² groß und hat etwa 6000 Einwohner.
Towong liegt im äußersten Nordosten Victorias etwa 340 km nordöstlich der Hauptstadt Melbourne und schließt folgende Ortschaften ein: Bellbridge, Berringama, Bethanga, Biggara, Bullioh, Burrowye, Colac Colac, Corryong, Cudgewa, Dartmouth, Eskdale, Granya, Koetong, Mitta Mitta, Nariel Valley, Noorongong, Shelley, Ealgarno, Tallangatta, Tallangatta Valley, Tintaldra, Towong und Walwa. Der Sitz des City Councils befindet sich in Tallangatta an der Nordgrenze zu New South Wales am Lake Hume.
Lake Dartmouth am Mitta Mitta River und Lake Hume am Murray River sind mit 4 Mrd. m³ bzw. 3 Mrd. m³ Speicherraum zwei große Stauseen, die überregional und über Staatsgrenzen hinweg eine gleichmäßige Wasserversorgung sichern. Der Dartmouth Dam ist mit 180 m der höchste Staumauer Australiens und liefert auch einen wesentlichen Beitrag zur Stromversorgung.
Der Hume-Stausee ist auch das größte Touristenziel in der Region. Angeln und Wasserski sind hier die bevorzugten Aktivitäten.
Towong Shire ist dünn besiedelt und Corryong und Tallangatta sind die einzigen beiden größeren Ortschaften mit etwa 1100 bzw. 950 Einwohnern, wobei Tallangatta erst in den 1950er-Jahren neu aufgebaut wurde, nachdem der ursprüngliche Ort dem Hume-Stausee geopfert worden war. Viele kleinere Orte entstanden als Minen- und Goldgräbersiedlungen in der bergigen Region des Shires im 19. Jahrhundert. Viele Bewohner arbeiten als Pendler im Stadtgebiet Albury–Wodonga.
In dem Ort Shelley befindet sich auf 800 m Höhe der höchstgelegene Bahnhof Victorias, der aber seit den 1980er-Jahren nicht mehr bedient wird.

## Verwaltung
Der Towong Shire Council hat fünf Mitglieder, die von den Bewohnern der LGA gewählt werden. Towong ist nicht in Bezirke untergliedert. Aus dem Kreis der Councillor rekrutiert sich auch der Mayor (Bürgermeister) des Councils.